# 朱表樔
寧化康和王朱表樔（1503年—1570年），明朝第四代寧化王，寧化悼康王朱奇㶏庶長子。

## 生平
正德十三年（1518年），以輔國將軍管理府事。因為本府沒有郡王，不敢請求俸祿，屢次引用例子陳情。事下禮部商議。嘉靖七年（1528年）六月，禮部認為朱奇㶏未被革爵，可以准許朱表樔襲封寧化王。
嘉靖八年（1529年），明世宗遣安鄉伯張坤等為正使，刑部員外郎張國維等為副使，持節冊封朱表樔為寧化王，夫人蘭氏為寧化王妃。
隆慶四年（1570年）去世。隆慶五年（1571年）十二月，賜諡康和。萬曆三年（1575年），其庶長子朱知爧即位。

## 家庭

### 妻
- 蘭氏[4]

### 子
- 庶長子：寧化恭端王朱知爧
- 子：鎮國將軍朱知覝，萬曆六年（1578年）因隱匿妾媵革祿米一年[7]。妻王氏，是群牧所正千戶王希皋的長女，封夫人[8]

## 評價
温良好樂，不剛不柔。